# Жорж Дюма
Жорж Дюма (фр. Georges Dumas, * 6 березня 1866 у місті Ледіньян — † 12 лютого 1946 там само) — французький психолог і лікар.
Дюма все життя вважав себе духовним сином і спадкоємцем Рібо і присвячував йому всі свої книги. Він отримує філософське і медичну освіту. Дюма стає наступником Жане на курсі з експериментальної психології в Сорбонні, а також створює з ним Французьке Товариство психології у 1901 році і «Журнал нормальної і патологічної психології» у 1904.
Під впливом Рібо, що публікує роботи з психології афективності, звертається до психології емоцій.
Під час Першої світової війни Дюма працював психіатром і згодом виклав свої спостереження, накопичені за цей період, в «Troubles mentaux et troubles nerveux de guerre» (1919). Він пов'язує багато психологічних труднощів, що виникають на полі бою, з конституціональною схильністю. Дюма створює перші психологічні лабораторії в Бразилії, а також Інститут університету Парижа в Буенос-Айресі.

## Основні наукові праці
- Léon Tolstoï et la philosophie de l'amour. Hachette, 1893
- Les États intellectuels dans la mélancolie. Alcan, 1894.
- Traduction avec préface de «Les Émotions» par Friedrich-Albert Lange. Alcan, 1896.
- La Tristesse et la Joie. Thèse de doctorat ès lettres. Alcan, 1900.
- Auguste Comte, thèse latine, critique. Alcan, 1900.
- Préface de la traduction de La Théorie de l’émotion par William James. Alcan, 1902.
- Psychologie de deux messies positivistes: Auguste Comte et Saint-Simon. Alcan, 1905, Paris.
- Le Sourire et l'expression des émotions. Alcan, 1906.
- Névroses et psychoses de guerre chez les Austro-Allemands en collaboration avec le Dr H. Aimé. Alcan, 1918.
- Troubles mentaux et troubles nerveux de guerre. Alcan, 1919
- Introduction à la psychologie. Son objet — Ses méthodes. Nouveau Traité de Psychologie. Tome I — Fascicule 4. Librairie Félix Alcan, 1936.
- Les Fonctions systématisées de la vie affective et de la vie active. Alcan 1939 Paris, 1939.
- Le Surnaturel et les Dieux d'après les Maladies Mentales. Essai de théogénie pathologique. P.U.F 1946
- La Vie affective, Physiologie — Psychologie — Socialisation. 1948. P.U.F.